# المشيك
المشيك قرية سورية تتبع ناحية الزيارة في منطقة السقيلبية في محافظة حماة تمتد من الزيارة جنوبا إلى القرقور شمالا بطول 4 كيلو مترات ونصف. بلغ عدد سكانها 4500 نسمة في عام 2004 حسب إحصاء المكتب المركزي للإحصاء.

## وصلات خارجية
- الوحدات الإدارية في محافظة حماة